# Distretto di Canik
Il distretto di Canik (in turco Canik ilçesi) è uno dei distretti della provincia di Samsun, in Turchia.